# Zbiór gęsty
Zbiór gęsty – zbiór, którego domknięcie jest całą przestrzenią. Równoważnie, zbiór jest gęsty, jeżeli ma z każdym niepustym zbiorem otwartym co najmniej jeden punkt wspólny. W przestrzeni metrycznej {\displaystyle (X,d)} zbiór {\displaystyle D\subset X} nazywamy gęstym jeśli dla każdego {\displaystyle x\in X} i liczby {\displaystyle \varepsilon >0} istnieje element {\displaystyle q\in D} taki, że {\displaystyle d(x,q)<\varepsilon ,} tzn. dowolnie blisko każdego elementu {\displaystyle x\in X} znajduje się jakiś element z {\displaystyle D.}
Przestrzeń topologiczną, która zawiera przeliczalny zbiór gęsty nazywa się przestrzenią ośrodkową. W przestrzeni topologicznej {\displaystyle X} jej podzbiór {\displaystyle A\subset X} nazywamy zbiorem nigdziegęstym, jeśli nie jest gęsty w żadnym niepustym zbiorze otwartym.

## Przykłady
- zbiory liczb wymiernych i niewymiernych są gęstymi podzbiorami zbioru liczb rzeczywistych z naturalną (euklidesową) metryką.

- Zbiór wielomianów jest gęstym podzbiorem zbioru funkcji ciągłych określonych na zbiorze zwartym z metryką supremum (Twierdzenie Stone’a-Weierstrassa).

- Zbiór funkcji nieróżniczkowalnych w żadnym punkcie (takich jak Funkcja Weierstrassa) jest gęstym podzbiorem zbioru funkcji ciągłych określonych na zbiorze zwartym z metryką supremum.

- Zbiór funkcji prostych jest gęsty w zbiorze funkcji całkowalnych z metryką generowaną przez normę {\displaystyle L^{1}}. Jeśli miara jest miarą Radona to również zbiór funkcji ciągłych jest podzbiorem gęstym.

- Zbiór wielomianów trygonometrycznych jest gęsty w zbiorze funkcji ciągłych i okresowych o okresie {\displaystyle 2\pi } z metryką supremum, co może posłużyć do konstrukcji podzbioru gęstego w zbiorze funkcji ciągłych okresowych o dowolnym danym okresie.
- Dopełnienia zbiorów pierwszej kategorii w przestrzeniach Baire’a są zbiorami gęstymi.
- Zbiory pełnej miary Lebesgue’a na prostej są zbiorami gęstymi.
- Przecięcie dwóch zbiorów gęstych może być zbiorem pustym, np. zbiory liczb wymiernych i niewymiernych są gęste na prostej, ale ich część wspólna jest zbiorem pustym. Istnieją przestrzenie topologiczne, które nie zawierają więcej niż dwóch rozłącznych podzbiorów gęstych, tzw. irresolvable spaces.

## Teoria mnogości
Zbiór gęsty (w sobie) – w teorii mnogości podzbiór {\displaystyle D} częściowego porządku {\displaystyle (P,<)} taki, że:
{\displaystyle \forall _{p\in P}\;\exists _{d\in D}\;d<p.}